# اللواء الفرنسي الألماني
اللواء الفرنسي الألماني (بالفرنسية: Brigade Franco-Allemande)‏ (بالفرنسية: Brigade Franco-Allemande)‏؛ (بالألمانية: Deutsch-Französische Brigade)‏ هو لواء عسكري خاص في يوروكورب، تأسس في عام 1989، ويتألف بشكل مشترك من وحدات من كل من الجيش الفرنسي والجيش الألماني. 

## التاريخ
تم تشكيل لواء في عام 1987 في أعقاب قمة بين الرئيس ميتران من فرنسا والمستشار كول من ألمانيا. بدأ اللواء عمله في 2 أكتوبر 1989، بقيادة الجنرال جان بيير سنجيسين. حاليًا، يتمركز بنك الخليج الأول في مولهايم، ميتز، دوناوشينغن، إلكيرش-جرافينستادين، ساريبورج، وإيمندنجن كجزء من يوروكوربس. 
في فبراير 2009، أُعلن أنه سيتم نقل كتيبة ألمانية من القوة إلى إلكيرش بالقرب من ستراسبورغ، وهي المرة الأولى التي تتمركز فيها وحدة ألمانية في فرنسا منذ الاحتلال الألماني للحرب العالمية الثانية. 
في 31 أكتوبر 2013، أعلنت فرنسا أنها ستغلق في عام 2014 فوج المشاة 110 الذي يوجد مقره في دوناوشينغن وبالتالي ستسحب حوالي 1000 رجل من ألمانيا. وسيترك هذا اللواء مع 4000 رجل، لكنه سيضع حدا لكل دولة لها وجود كبير في الأخرى، وسيترك فرنسا مع 500 جندي في ألمانيا والعكس صحيح. 
منذ عام 2016، تعتبر الوحدات الفرنسية جزءًا من الفرقة الأولى والوحدات الألمانية جزءًا من فرقة بانزر العاشرة.

## التنظيم

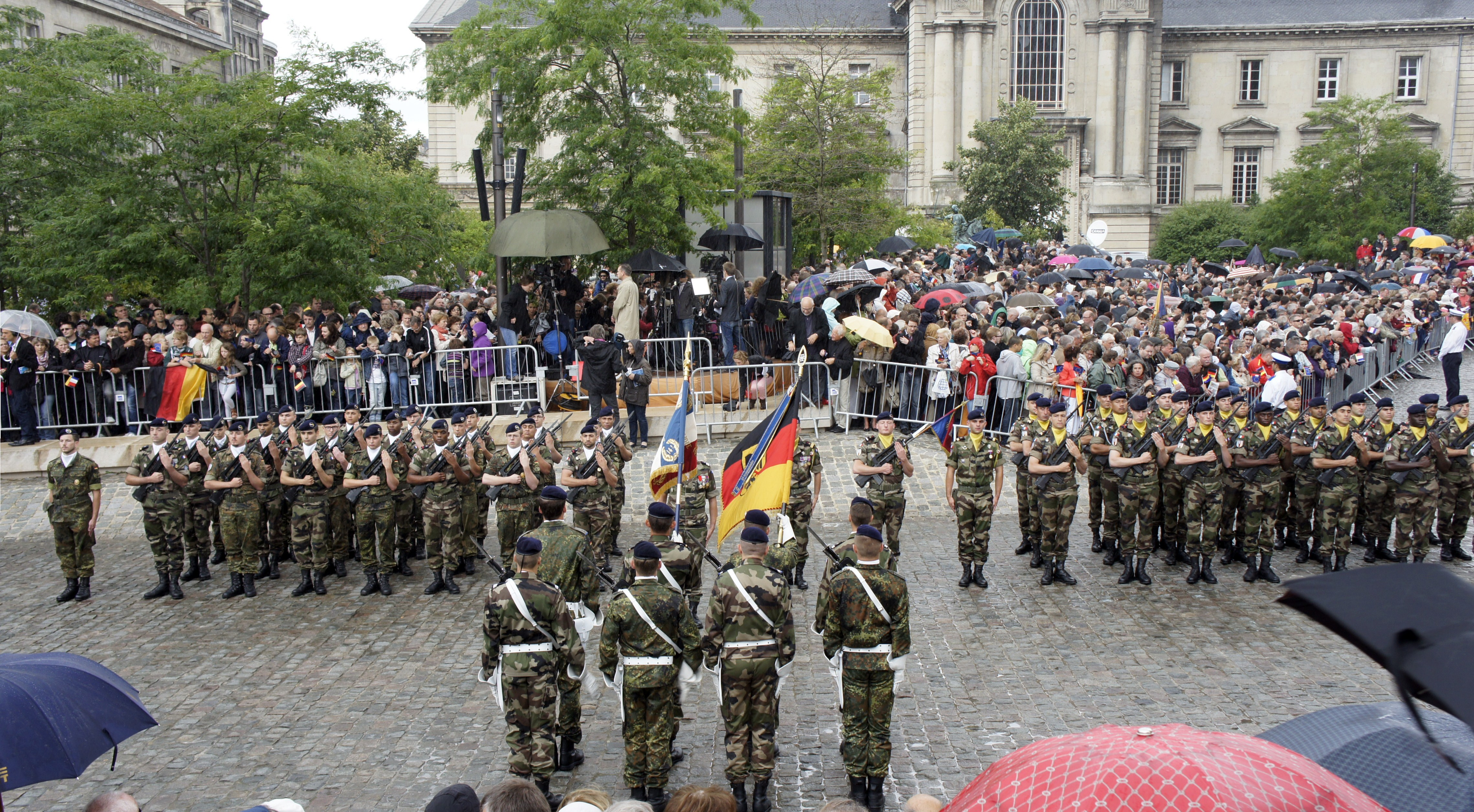
موكب اللواء الفرنسي الألماني في ريمس تكريما للذكرى الخمسين للصداقة الفرنسية الألمانية.

يمكن وصف اللواء الفرنسي الألماني بأنه تشكيل ميكانيكي. وحداتها القتالية هي فوج استطلاع مدرع وثلاث كتائب مشاة وفوج مدفعي. تضم وحدة الدعم اللوجستي والمقر الرئيسي للواء مكملات مختلطة مستمدة من البلدين. 